# Scuola di Barbizon

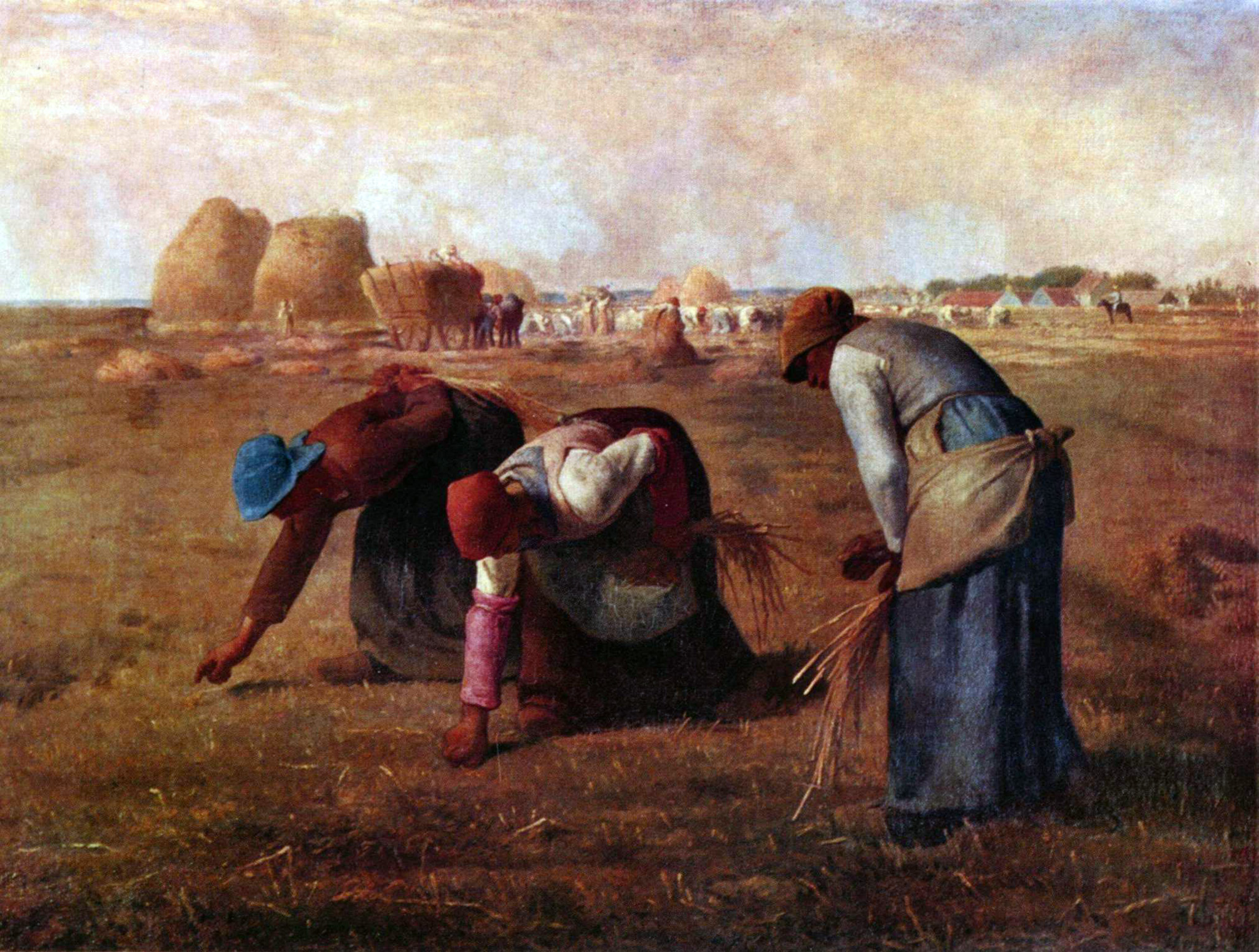
Jean-François Millet, Le spigolatrici, 1857; Parigi, Museo d'Orsay.

Con il termine scuola di Barbizon o Barbisonniers si identifica un gruppo di pittori e una corrente paesaggista del realismo collegata alla località di Barbizon in Francia, non lontana dalla foresta di Fontainebleau.

## Scuola di Barbizon
Il luogo è stato un ritrovo di artisti principalmente nel periodo tra il 1830 e il 1870 e ha raccolto esponenti del realismo particolarmente inclini a indugiare in tendenze formalmente raffinate e legate al romanticismo. Ma l'associazione del paesaggio con lo stato d'animo non perseguì tanto l'idealizzazione o l'elevazione della natura, quanto piuttosto la ricerca di un'autenticità e di un'ispirazione sincera, uno stato di umiltà di fronte alle infinite suggestioni offerte dal creato.
Tra gli artisti che maggiormente influenzarono questo movimento, un ruolo fondamentale spetta indubbiamente a John Constable che, a partire dalla sua prima esposizione al Salon di Parigi nel 1824, fu un maestro nella raffigurazione paesaggista dal vero di scene rurali e campestri non come sfondo a scene particolari, ma fini a sé stesse. Dal 1848 in poi, le sue idee raccolsero artisti di ogni provenienza nel piccolo villaggio: tra questi, Jean-François Millet che per primo introdusse nel paesaggismo la raffigurazione di personaggi d'umile estrazione, e Jean-Baptiste Camille Corot, che insieme a Théodore Rousseau e a Charles-François Daubigny, divenne ben presto capofila della scuola. 
Tra gli altri esponenti, Jules Dupré molto vicino a Rousseau, Hippolyte Camille Delpy allievo di Daubigny, il manierato e brillante Narcisse Virgilio Díaz de la Peña, Pierre Thuillier, Henri Biva, Alexandre Defaux, Léo Gausson, Jules Jacques Veyrassat, Henri Harpignies, Félix Ziem, Constant Troyon, Adolphe Appian, R. Mason, Albert Charpin, Charles Olivier de Penne, Alexandre DeFaux, Ferdinand Chaigneau, François-Louis Français, François-Gabriel Lépaulle e, marginalmente, lo svizzero Karl Bodmer. 
La più grande esposizione che si ricorda fu quella del 1848 all'Esposizione Universale di Parigi, dove Paul Durand-Ruel espose trecento paesaggi dei pittori della Scuola di Barbizon. Sia Rousseau che Millet morirono a Barbizon, rispettivamente nel 1867 e nel 1875. 
Il nome "Scuola di Barbizon" viene coniato dal saggista scozzese David Croal Thomson nel suo libro "The Barbizon school of painters: Corot, Rousseau, Diaz, Millet, Daubigny, etc.", uscito nel 1890.
La compagnia di pittori si installò nello spartano alberghetto di père Ganne, osservando campi, foreste, paludi, armenti e greggi con una tale attenzione da portarne avanti lo studio fino all'analisi dei contrasti di luce, delle articolazioni di rami e foglie, delle variazioni cromatiche del sottobosco e così via.
Ai primi del Novecento, l'influenza della scuola di Barbizon giunse anche in America, dove diede origine alla cosiddetta scuola americana di Barbizon i cui esponenti principali furono Thomas Eakins, Childe Hassam, Winslow Homer, Wilson Irvine, George Inness e Henry Tanner.
A Barbizon giunsero, intorno al 1866, anche alcuni protagonisti dell'Impressionismo, come Monet e Renoir, in cerca di ispirazione.

## Un ruolo ecologico
La Scuola di Barbizon ha svolto anche uno storico ruolo nel campo della protezione e conservazione della natura. Infatti nel 1848 il primo episodio di tutela pubblica della natura, ma con finalità unicamente estetiche, fu la creazione della "Riserva artistica della selva di Fontainebleau" voluta espressamente dai pittori Barbisonniers, al fine di preservarla da un incombente progetto di disboscamento. 

Proprio perché questa fu la prima Riserva (o "area protetta") della storia, cento anni dopo (1948) Fontainebleau fu prescelta come luogo della fondazione dell'IUCN (Unione Internazionale per la Conservazione della Natura)